# Concepción de Buenos Aires
Concepción de Buenos Aires es una localidad del estado mexicano de Jalisco. Es la cabecera del municipio de Concepción de Buenos Aires.

## Demografía
| Gráfica de evolución demográfica |
|                                  |

| Censo | Población |
| ----- | --------- |
| 1900  | 2 726     |
| 1910  | 1 962     |
| 1921  | 2 544     |
| 1930  | 2 576     |
| 1940  | 3 310     |
| 1950  | 3 441     |
| 1960  | 3 831     |
| 1970  | 6 638     |
| 1980  | 4 723     |
| 1990  | 4 147     |
| 2000  | 4 530     |
| 2010  | 4 744     |
| 2020  | 5 113     |